# Iroquois Point
Iroquois Point és una concentració de població designada pel cens dels Estats Units a l'estat de Hawaii. Segons el cens del 2000 tenia 2.462 habitants.

## Demografia
Segons el cens del 2000, Iroquois Point tenia 2.462 habitants, 675 habitatges, i 660 famílies La densitat de població era de 1770,28 habitants per km².
Dels 675 habitatges en un 83,6% hi vivien nens de menys de 18 anys, en un 95,0% hi vivien parelles casades, en un 1,9% dones solteres, i en un 2,2% no eren unitats familiars. En l'1,9% dels habitatges hi vivien persones soles el 0,0% de les quals corresponia a persones de 65 anys o més que vivien soles. El nombre mitjà de persones vivint en cada habitatge era de 3,65 i el nombre mitjà de persones que vivien en cada família era de 3,68.
Per edats la població es repartia de la següent manera: un 44,5% tenia menys de 18 anys, un 4,6% entre 18 i 24, un 48,1% entre 25 i 44, un 2,7% de 45 a 64 i un 0,1% 65 anys o més.
L'edat mediana era de 25,5 anys. Per cada 100 dones hi havia 105,17 homes. Per cada 100 dones de 18 o més anys hi havia 100,15 homes.
La renda mediana per habitatge era de 44.200 $ i la renda mediana per família de 44.200 $. Els homes tenien una renda mediana de 33.590 $ mentre que les dones 26.458 $. La renda per capita de la població era de 13.257 $. Aproximadament el 2,5% de les famílies i l'1,8% de la població estaven per davall del llindar de pobresa.

## Poblacions més properes
El següent diagrama mostra les poblacions més properes.